# Euphorbia alsinoides
Euphorbia alsinoides là một loài thực vật có hoa trong họ Đại kích. Loài này được Miq. mô tả khoa học đầu tiên năm 1854.